# Münzstätte Annaberg

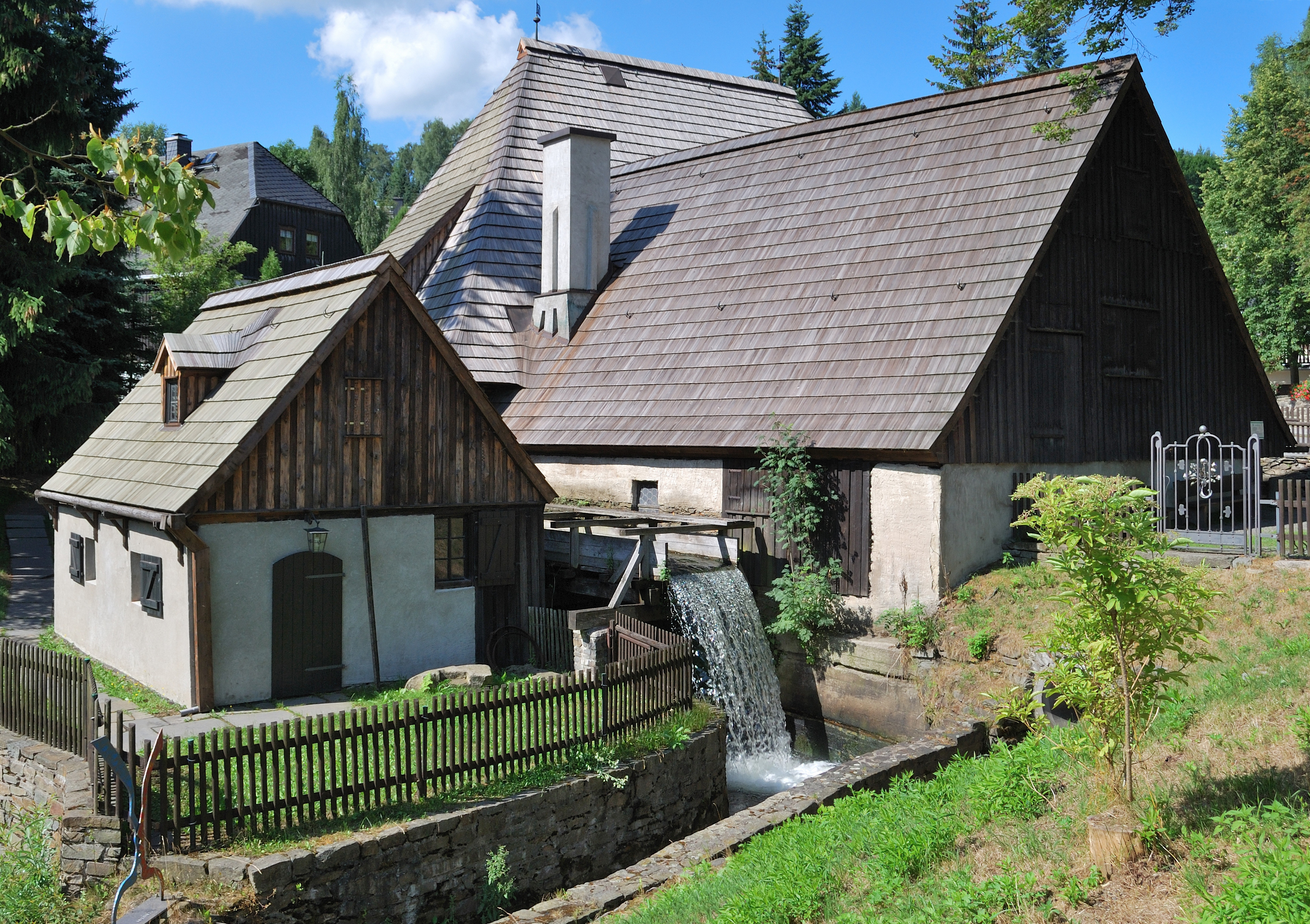
Technisches Museum Frohnauer Hammer. Bis 1501 befand sich hier oder evtl. in der unteren Amtsmühle auf Frohnauer Flur die Münzstätte

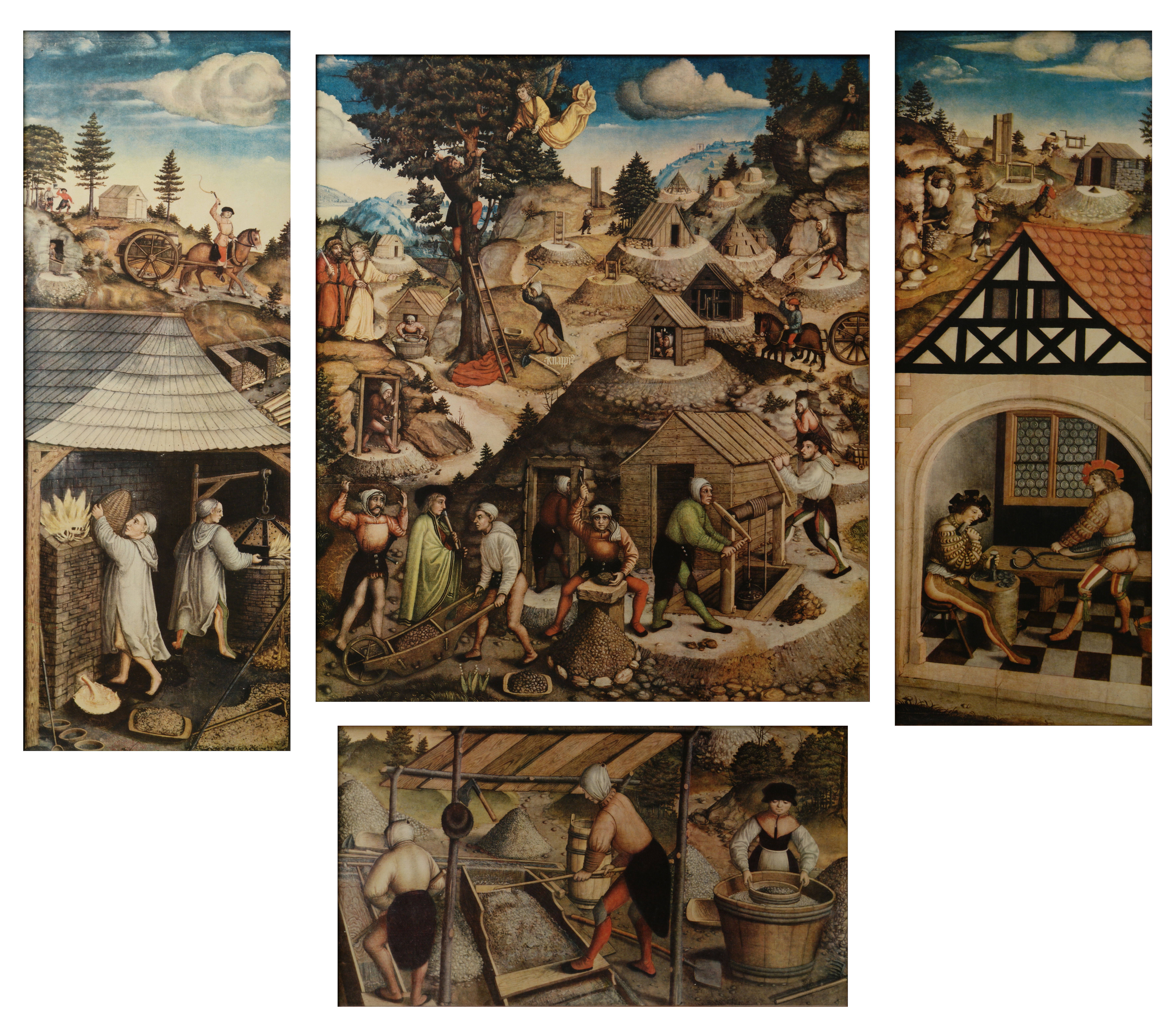
Bildtafeln auf der Rückseite des Annaberger Bergaltars mit Darstellung der Silbergewinnung und Vermünzung, Hans Hesse, 1521

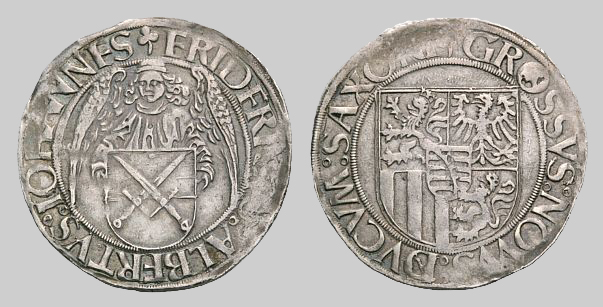
Kurfürst Friedrich III. mit seinem Bruder Johann und mit Herzog Albrecht (1486–1500), Annaberger Schreckenberger o. J. (1498/1499)

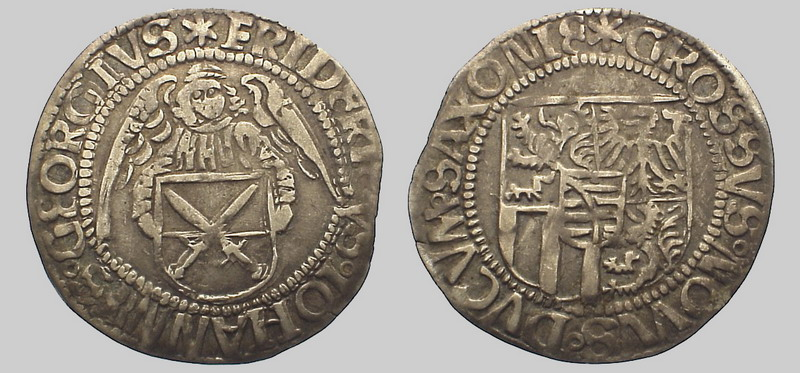
Kurfürst Friedrich III., mit den Herzögen Johann und Georg (1507–1525), Annaberger Schreckenberger o. J.

Die in der Regierungszeit Herzog Albrechts des Beherzten (albertinisches Sachsen) und Kurfürst Friedrichs des Weisen (ernestinisches Sachsen) 1498 gegründete Münzstätte Annaberg befand sich bis gegen Ende 1501 in Frohnau und ab 1502 in Annaberg. Mit der Errichtung der Münzstätte Dresden ließ Kurfürst August (1553–1586) alle Landesmünzen schließen. Die Münzstätte Annaberg musste 1558 ihren Betrieb einstellen.

## Geschichte

### Die Münze in Frohnau
Im Jahr 1492 war der Schreckenberg fündig geworden. Die reiche Silberausbeute seiner Gruben hatte die Gründung der Bergstadt Annaberg zur Folge. Herzog Georg gründete 1496 die „Neustadt am Schreckenberg“, die später den Namen St. Annaberg erhielt. Die zunächst in Frohnau seit 1498 betriebene Münzstätte ist 1746 in der Chronik Annabergs erwähnt:

„[…] Denn an diesem Berg war das Bergwerck, wie eben erzehlet fündig worden und war von solcher Ausbeute hernach die bekannten Engel-Groschen gemüntzet worden, welche, weil sie unten in der Mühle am Schreckenberg geschlagen sind, auf der einen Seite einen Engel, welcher einen Mühlstein hält, auf der anderen Seite aber das Fürstliche Wappen gepräget ist […].“

Der in der Chronik genannte Engel auf den Schreckenbergern hält jedoch keinen Mühlstein, sondern das Kurwappen. Walther Haupt nennt in seiner „Sächsischen Münzkunde“ die Engelgroschen im folgenden Zusammenhang mit Mühlsteinen:

„[…] Auf der einen Seite tragen sie in einem Schild die Erzmaschallinsignien, die Kurschwerter, von einem Engel gehalten, nach dem sie auch den Namen Engelgroschen erhielten, auf der anderen Seite das fünfteilige Wappen der Herzöge von Sachsen. Wegen ihrer Größe erhielten sie in scherzhafter Übertreibung den Namen Mühlsteine.“

Eine weitere Variante der Bezeichnung und Beschreibung der Annaberger Großgroschen und ein Hinweis auf die Lage der Münzstätte in Frohnau ist in August Schumanns Staatslexikon von 1816 enthalten:

„Zu Frohnau wurden von den im Schottenberge und Schreckenberge gewonnenen Silber, in den Jahren 1498 und 1499, zuerst die sogenannten Schreckenberger ausgeprägt; diesen Namen erhielt diese Geldsorte vom Orte, wo das Silber dazu gewonnen wurde; man nannte sie aber auch, ihres Gepräge wegen, Engelgroschen, und, weil die Münzstätte gleich neben der Dorfmühle lag, auch Mühlsteine. Von dieser Münzstätte sind keine Überreste mehr da, wohl aber von alten Schmelzhütten, im Dorfe selbst zwar nicht, aber im sogenannten Frohnau- oder Hüttengrunde. […] Jetzt erblickt man am Fuße des Schottenbergs am Sehmeflüßchen einen gut eingerichteten Zainhammer; er soll auf der Stelle der ehemaligen Münze stehen.“

Eine zusammenfassende Erläuterung zu den unterschiedlichen Namen der Großgroschen und zur Lager der Münze bis zur Fertigstellung ihres eigenen Gebäudes in Annaberg enthält ein Artikel von Paul Arnold:

„[…] Diese neue, vorwiegend zur Silberbezahlung an die bergbautreibende Gewerke bestimmte Münze ist unter drei unterschiedlichen Bezeichnungen bekannt: 1. Schreckenberger, nach dem Fundort ihres Silbers am Schreckenberg, 2. Engelgroschen nach dem Engel als Schildhalter auf der Vorderseite und 3. Mühlsteine nach ihrer Prägestätte in der Hammermühle zu Frohnau, in der diese neu errichtete Münze bis zur Fertigstellung ihres eigenen Gebäudes im Jahre 1501 seit 1498 vorübergehend untergebracht war.“

Die Begründung dafür, dass die Münzstätte vorübergehend in Frohnau in der „Mahlmühle“ des Dorfes eingerichtet und betrieben wurde, ist nach Johann Friedrich Klotzsch:

„[…] Weil das neue Bergwerk ungleich zeitiger mit Ausbeute lohnte, als an die Erbauung einer neuen Stadt gedacht werden konnte, so wurde die Münzstätte unterdessen in die Mahlmühle des Dorfes Frohnau verlegt.“

„Alter sicherer Vermuthung nach“, so Klotzsch weiter dazu, „sind die ersten Gepräge dieser neuen Groschen“ (gemeint sind Schreckenberger) „noch zur Zeit ausgegangen, als die Münze in Frohnau bestanden hat. Denn, ausser diesem, währe sonst kein vernünftiger Grund zu begreifen, warum solche von Alters […] auch Mühlsteine geheissen haben sollten.“ Auch Erbstein nannte als Ursache für diese zeitgenössische Bezeichnung der Großgroschen, „weil selbige in Ermanglung einer Münzwerkstatt in der Mühle des Dorfes Frohnau mit dem Hammer geprägt wurden.“

### Die Münze in Annaberg

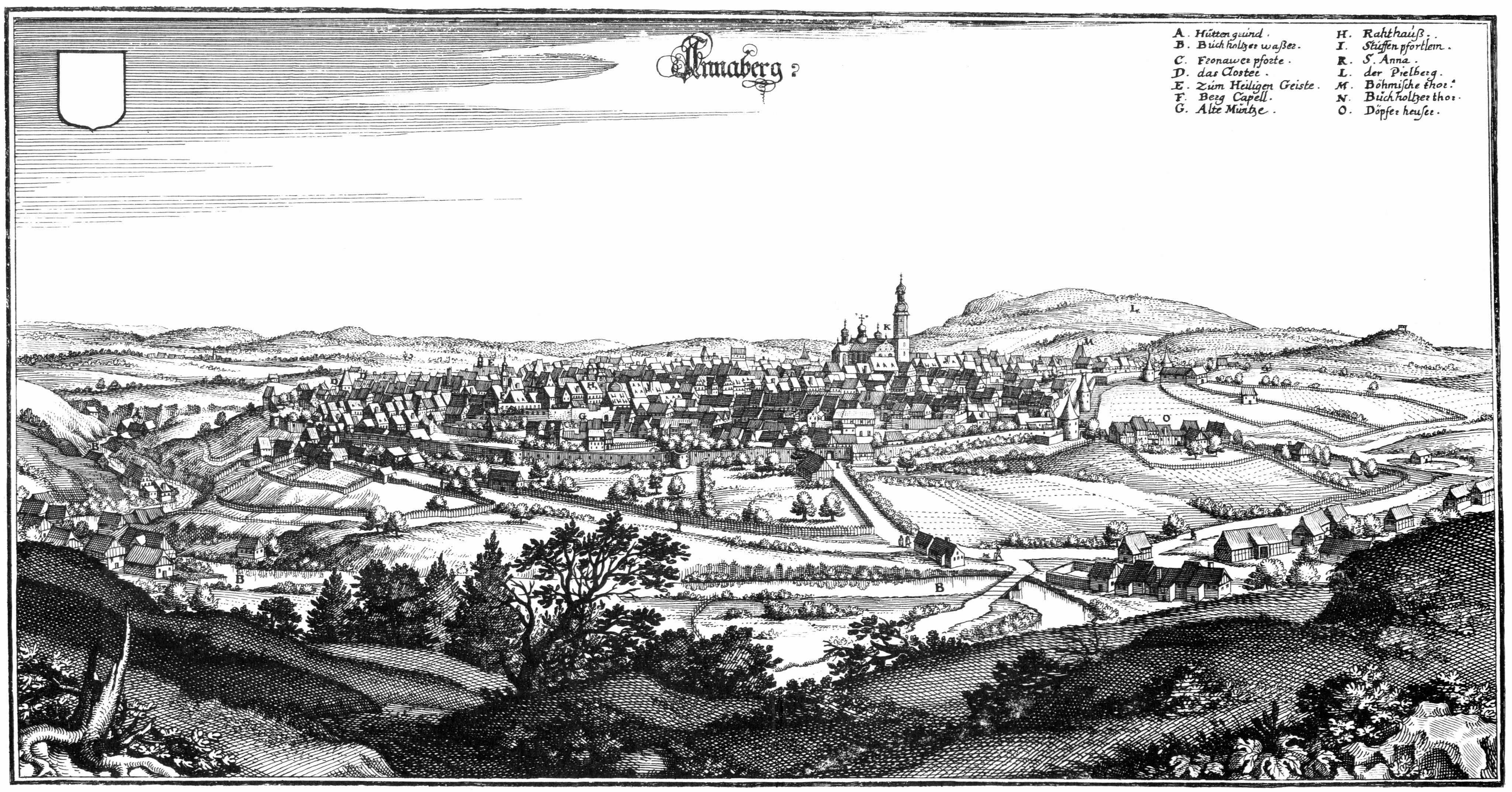
Stadtansicht von 1650 mit der „Alten Münze“ (Pos. G.) nahe der Bergkapelle (Pos. F.), Kupferstich von Matthäus Merian

Die Frohnauer Münze wurde bereits 1502 nach Annaberg verlegt. Die neue Münzstätte ist in der Annaberger Chronik von 1646 erwähnt:

„Das Bergamtshaus, darinnen das, was auf das Bergwesen sich bezieht, verhandelt wird, wo Bergleute mit ihren Klagen gehört, Bergrechnung gehalten und die Ausbeuten ausgeteilt werden, wurde nahe an der Bergkapelle gebaut, und hinten im Hof die Münze, da unter anderen Münzen die bekannten „Schreckenberger“ geprägt wurden, wo auf einer Seite ein Engel ein Wappen haltend, auf der anderen Seite das sächsische Wappen eingeschlagen ist […]“

Aus dem Silber der Gruben des Schreckenbergs wurden seit 1498 die neuen nach ihm benannten Schreckenberger Groschen (auch Schreckenberger, Schreckenberger Engelgroschen und Annenberger genannt) nach der Münzordnung vom 18. August 1498 im Feingehalt 861/1000 ausgebracht und waren zu sieben Stück auf den rheinischen Goldgulden zu rechnen. Bis 1534 galten die Schreckenberger als Dreigroschenstücke oder 1⁄7 Gulden (Taler). Sie wurden bis 1571 in Sachsen und Thüringen geprägt, zuletzt in den Münzstätten Dresden und Saalfeld, in Annaberg nur bis 1547. Die frühen Prägungen dienten der Vorbereitung der Sächsischen Talerwährung.

### Erste silberne Gulden
Die sächsische Silberausbeute war im Jahr 1500 so groß, dass ihr nicht mehr mit der Ausprägung von Groschen und Schreckenbergern begegnet werden konnte.
Die Vorbereitung für die Einführung der Großsilberwährung begann bereits mit dem Münztag in Zeitz am 9. August 1490. Das erste Ergebnis waren die Bartgroschen. Für den rheinischen Goldgulden wurde ein silbernes Äquivalent von 27,464 g Feinsilber festgelegt:
- 21 Bartgroschen (27,464 g Feinsilber) = 1 rheinischer Gulden (2,527 g Feingold)[9]

Die Festlegung des Wertverhältnisses 1:21 zwischen Groschen und Goldgulden wurde auch bei der Einführung der Großsilbermünzen, der silbernen Gulden (Taler) beibehalten.
Die ersten sächsischen Großsilbermünzen, die Gulden (Güldengroschen, Guldengroschen, Taler) wurden im Jahr 1500 lediglich in der Münzstätte Annaberg/Frohnau und evtl. in der Münzstätte Wittenberg geprägt. Die Münzstätten Freiberg und Leipzig scheiden nachweisbar aus, die Münzstätte Buchholz arbeitete erst ab 1505, die Münzstätte Schneeberg war von 1498 bis 1501 und die in Zwickau von 1493 bis 1530 geschlossen.
Die Prägungen der neuen Gulden unter Friedrich dem Weisen, Albrecht dem Beherzten und Johann erfolgte nach der sächsischen Münzordnung von 1500 (8,53 Gulden a. d. f. Mark, Gewicht 29,23 g, Feingewicht 27,41 g, Feingehalt 937,5/1000). Das Feingewicht des silbernen Guldens entsprach wertmäßig dem damaligen Goldwert des rheinischen oder sächsischen Goldguldens. Sie tragen auf der einen Seite das Brustbild des Kurfürsten Friedrich III. und auf der anderen die einander gegenübergestellten Brustbilder der Herzöge Albrecht und Johann.
Von 1505 bis 1525 erfolgte die Ausmünzung des Guldens nach dem geänderten Münzfuß von 1505: 8,59 Gulden a. d. f. Mark, Gewicht: 29,23 g, Feingewicht: 27,20 g, Feingehalt: 930,56/1000.

### Datierung der Klappmützentaler
Die silbernen Gulden, die sogenannten Klappmützentaler, sind von 1500 bis 1525 geschlagen worden. Kurfürst Friedrich III. prägte von 1486 bis 1500 gemeinschaftlich mit seinem Bruder Johann und mit Herzog Albrecht.

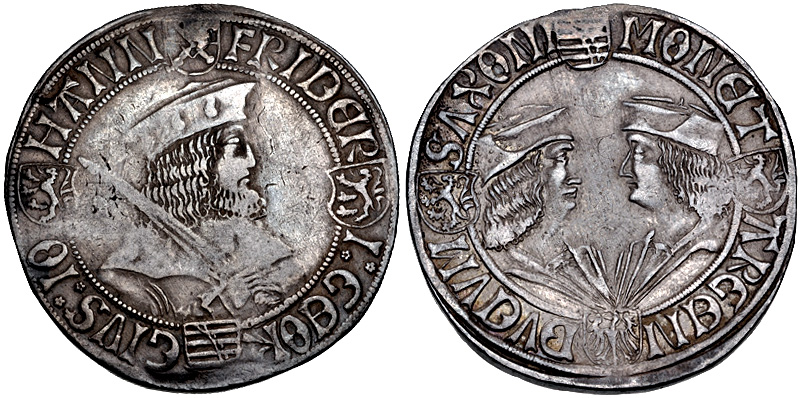
Kurfürst Friedrich III. und die Herzöge Georg und Johann (1500–1507), Gulden o. J., o. Mmz.
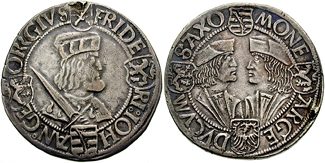
Kurfürst Friedrich III. und die Herzöge Johann und Georg (1507–1525), Gulden o. J., o. Mmz.
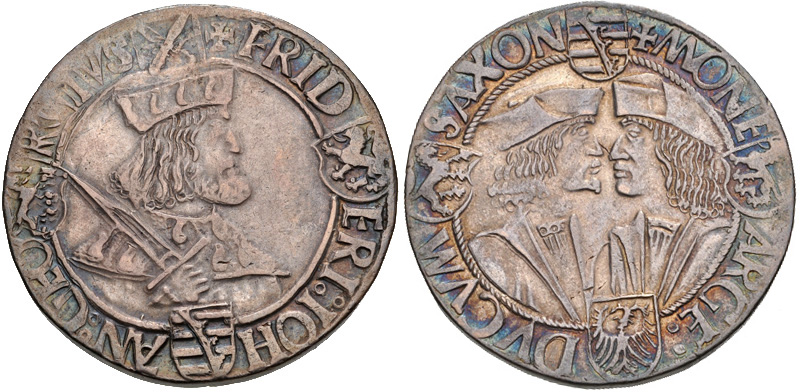
Kurfürst Friedrich III. und die Herzöge Johann und Georg, Gulden o. J., Mmz. Kreuz, Annaberg (1512–1523)

- Die ersten silbernen Gulden o. J. (1500) mit Herzog Albrecht sind von großer Seltenheit.
- Nach dem Tod Albrechts im Jahr 1500 erfolgte die Prägung der Gulden bis 1507 mit der in der Umschrift vorhandenen Reihenfolge der Fürstennamen Friedrich, Georg und Johann.
- Von 1507 bis 1525 mit der geänderten Reihenfolge Friedrich, Johann und Georg. Die Änderung in der Reihenfolge der Fürstennahme auf den Münzen erfolgte, weil die Räte des Kurfürsten geltend machten, dass bisher in Sachsen der Grundsatz, der regierende Fürst geht dem nichtregierenden auf den Münzinschriften voran, nicht vollzogen wurde, sondern einzig das Alter des Fürsten maßgebend war.[13]

Für die undatierten Gulden ohne Münzmeisterzeichen ergibt sich daraus eine zeitliche Zuordnung.

### Verlegung nach Dresden
Kurfürst August stellte bei der von ihm veranlassten Überprüfung der Münzen in seinen Münzstätten Freiberg, Annaberg und Schneeberg fest, dass die Münzmeister den Feinsilbergehalt, der nach den Vorschriften der sächsischen Münzordnung von 1549 (Münzfuß von 1549 bis 1558) für den Guldengroschen (Taler) mit 14 Lot 8 Grän (= 902,78/1000) festgesetzt war, eigenmächtig verringert hatten. Der Kurfürst ließ daraufhin alle Landesmünzen schließen und verlegte sie in eine einzige Münze nach Dresden in die unmittelbare Nähe seines Residenzschlosses, um über die Richtigkeit von Schrot und Korn besser wachen zu können.
Die Annaberger Münzstätte wurde 1557 zunächst ins dortige Kloster zurück verlegt, bevor sie 1558 mit der Dresdner Münze vereinigt wurde.

## Die Nominale
Im Zeitraum von 1498 bis 1558 wurden in der Münzstätte Annaberg Heller, Pfennige, Dreipfennigstücke (Dreier), Groschen (1⁄21 Guldengroschen = Zinsgroschen, ⅟16 Guldengroschen = Spitzgroschen), Schreckenberger, ⅛ Taler, ¼ Taler, ½ Taler, Taler (Guldengroschen), Dicktaler und 1½fache Taler geprägt.

Annaberger Guldengroschen
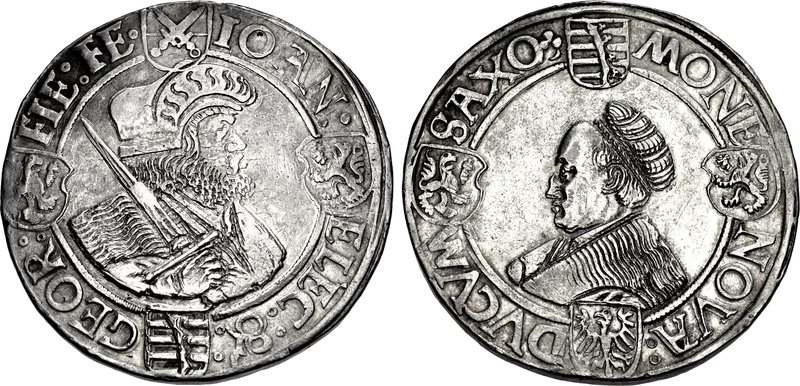
Kurfürst Johann und Herzog Georg (1525–1530), Guldengroschen o. J.
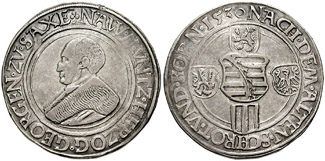
Herzog Georg, Guldengroschen von 1530 (Alleinprägung)
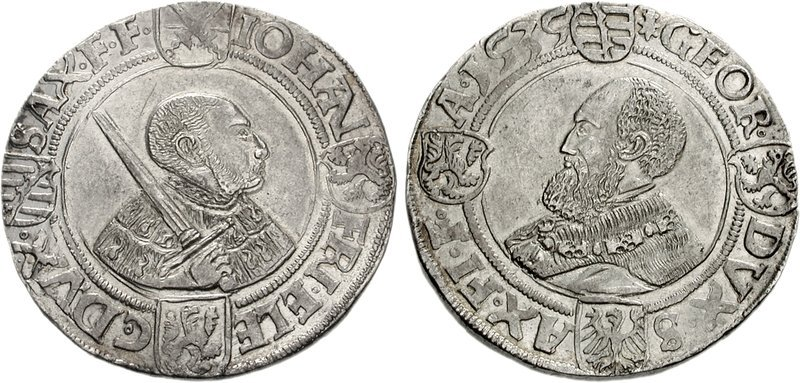
Kurfürst Johann Friedrich und Herzog Georg, Guldengroschen von 1535
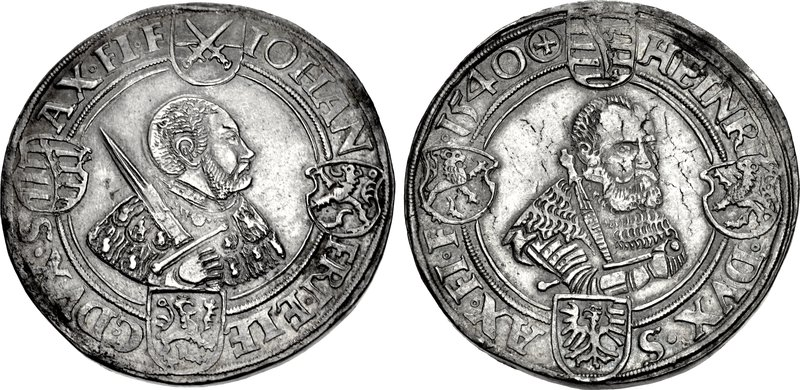
Kurfürst Johann Friedrich und Herzog Heinrich, Guldengroschen von 1540
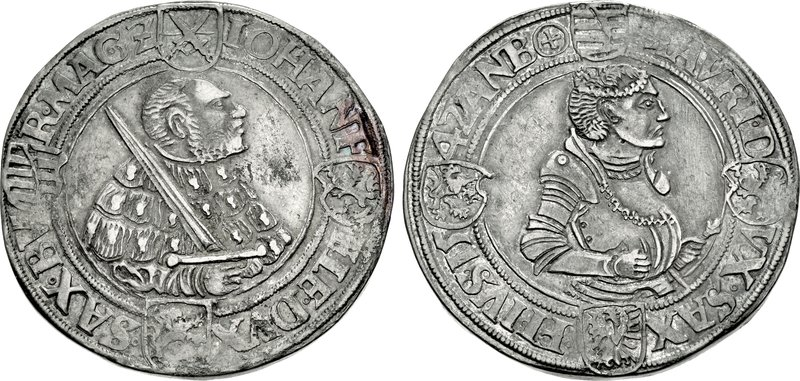
Kurfürst Johann Friedrich und Herzog Moritz, Guldengroschen von 1542
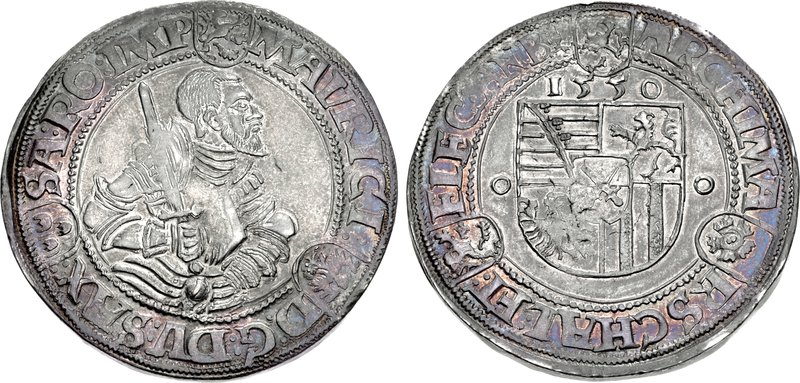
Kurfürst Moritz, Guldengroschen von 1550
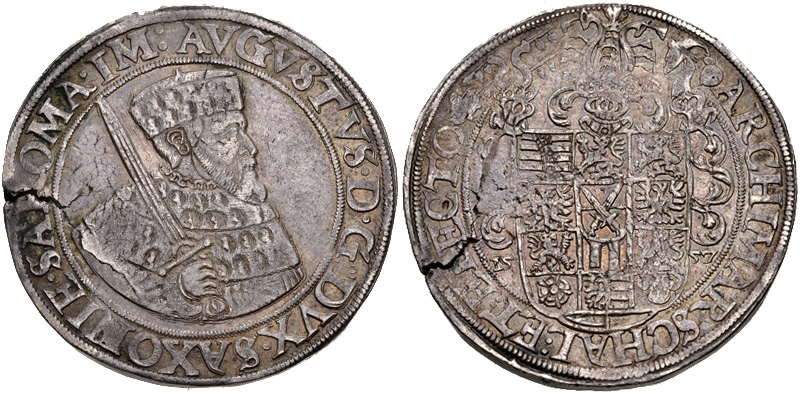
Kurfürst August, Guldengroschen von 1557 (mit Schrötlingsriss)

Die im Jahr 1500 eingeführten silbernen Gulden oder Guldengroschen galten 21 Groschen. Als die sächsischen Guldengroschen 1542 auf 24 Groschen gesetzt waren, wurde das Verhältnis 1 Gulden = 21 Groschen als Zählweise beibehalten. Es entstand ein fiktiver Rechnungsgulden (1 meißnischer Gulden = 21 Groschen).

### Kipper- und Wipperzeit
In der Zeit der Geldverfälschung, der Kipper- und Wipperzeit, wurde die Monopolstellung der Dresdner Münze mit der Errichtung von Kippermünzstätten durchbrochen. Auch in Annaberg setzte von 1621 bis 1623 unter dem Münzmeister Michael Rothe, Mmz. Eichel am Zweig, die in immer größeren Umfang betriebene Herstellung von sogenannten Interims- oder Kippermünzen ein. Das waren Groschen, 8-, 10-, 20-, 30-, 40- und 60 Groschenstücke (Kippertaler zu 60 Groschen).
Als Münzbild für die neuen Prägungen wurde auf der Vorderseite ein Engel als Schildhalter des kursächsischen Wappenschildes verwendete und auf der Rückseite zwei Engel, die drei Wappenschilde halten. Die große Ähnlichkeit mit den von 1498 bis 1571 in Sachsen und Thüringen geprägten hochwertigen Schreckenberger oder Engelsgroschen sollte die Ursualmünzen in Kursachsen beliebt machen. Die Gepräge konnten nicht beanstandet werden, denn es waren keine Talermünzen oder deren Teile, sondern Groschenstücke, also Landmünzen, die der Reichsmünzordnung nicht entsprechen mussten. Die kleinsten Münzen, das waren einseitige Kupferpfennige, produzierte der Kupferhammer Grünthal.

## Münzmeister der Münzstätte Annaberg
| Münzmeister                                | von         | bis  | Münzmeisterzeichen                                     | Bemerkung                                                      |
| ------------------------------------------ | ----------- | ---- | ------------------------------------------------------ | -------------------------------------------------------------- |
| Augustin Horn                              | 1498        | 1500 | Kleeblatt                                              |                                                                |
| Heinrich Stein                             | 1499        | 1511 | sechsstrahliger Stern, Mondsichel mit Stern, ohne Mmz. |                                                                |
| Augustin Horn gemeinsam mit Heinrich Stein | 1500        |      | Kleeblatt und sechsstrahliger Stern                    |                                                                |
| Albrecht von Schreibersdorf                | 1512        | 1523 | Kreuz                                                  |                                                                |
| Melchior Irmisch                           | (1524) 1527 | 1532 | Kleeblatt                                              |                                                                |
| Wolf Hünerkopf                             | 1533        | 1539 | Morgenstern                                            |                                                                |
| Wolf Hünerkopf                             | 1542        | 1545 | sechsstrahliger Stern                                  | als außeramtlicher Münzmeister für Johann Friedrich und Moritz |
| Nickel Streubel                            | 1539        | 1545 | Kreuz im Kreis                                         |                                                                |
| Matthäus Rothe                             | 1545        | 1554 | Eichel am Zweig                                        |                                                                |
| Leupold Holzschucher                       | 1554        | 1558 | Holzschuh                                              | Münzstätte 1558 nach Dresden verlegt                           |

Um 1540 wurde das Buchstabenzeichen ANB zur Kennzeichnung der Münzstätte verwendet.
Der ehemalige Annaberger Münzmeister Wolf Hünerkopf erhielt von den Wettinern für seine Verdienste das Privileg, das aus seinem eigenen Bergwerk St. Clement gewonnene Silber als außeramtlicher Münzmeister in seinem Haus mit seinem Münzmeisterzeichen, dem sechsstrahligen Stern, selbst auszumünzen. Dieses einmalige ungewöhnliche Privileg erklärt die höchste Seltenheit dieser 1542 bis 1545 geprägten Münzen.